# پابلو ایبانز
پابلو ایبانز (انگلیسی: Pablo Ibáñez؛ زادهٔ ۲۰ سپتامبر ۱۹۹۸) بازیکن فوتبال اهل اسپانیا است که در پست هافبک میانی برای اوساسونا بازی می‌کند.